# Ti Ar Boutiged

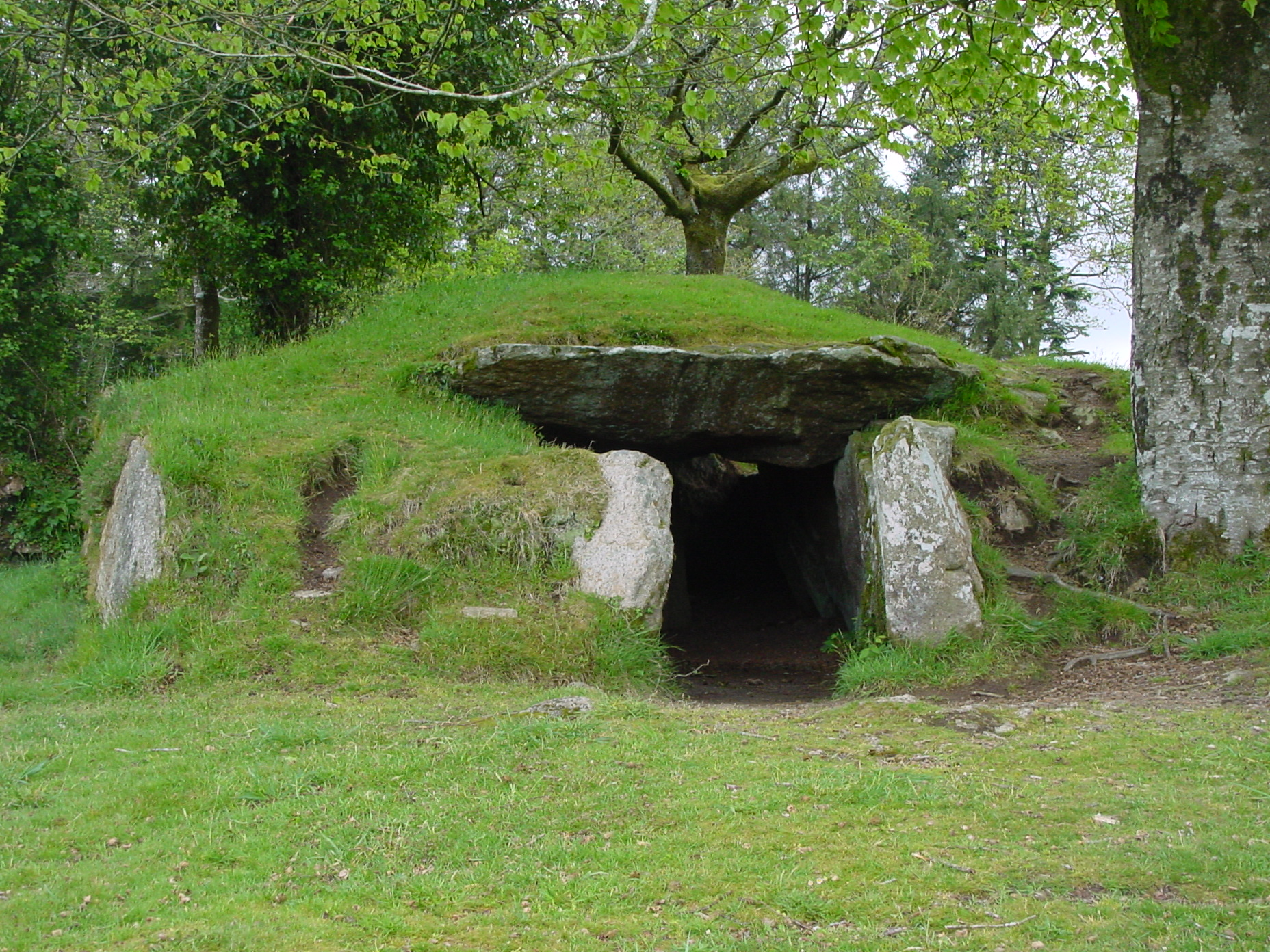
Der Zugang

Ti Ar Boutiged (auch Maison des fées – deutsch Haus der Feen) ist ein Dolmen in V-Form (« chambre en V », nach Jean L’Helgouach). Er liegt bei dem Dorf Bellevue, nördlich von Brennilis im Département Finistère, in der Bretagne in Frankreich. Die Megalithanlage wird auf 3000 v. Chr. datiert. Das nach Südosten ausgerichtete Bauwerk wurde früh gestört. 

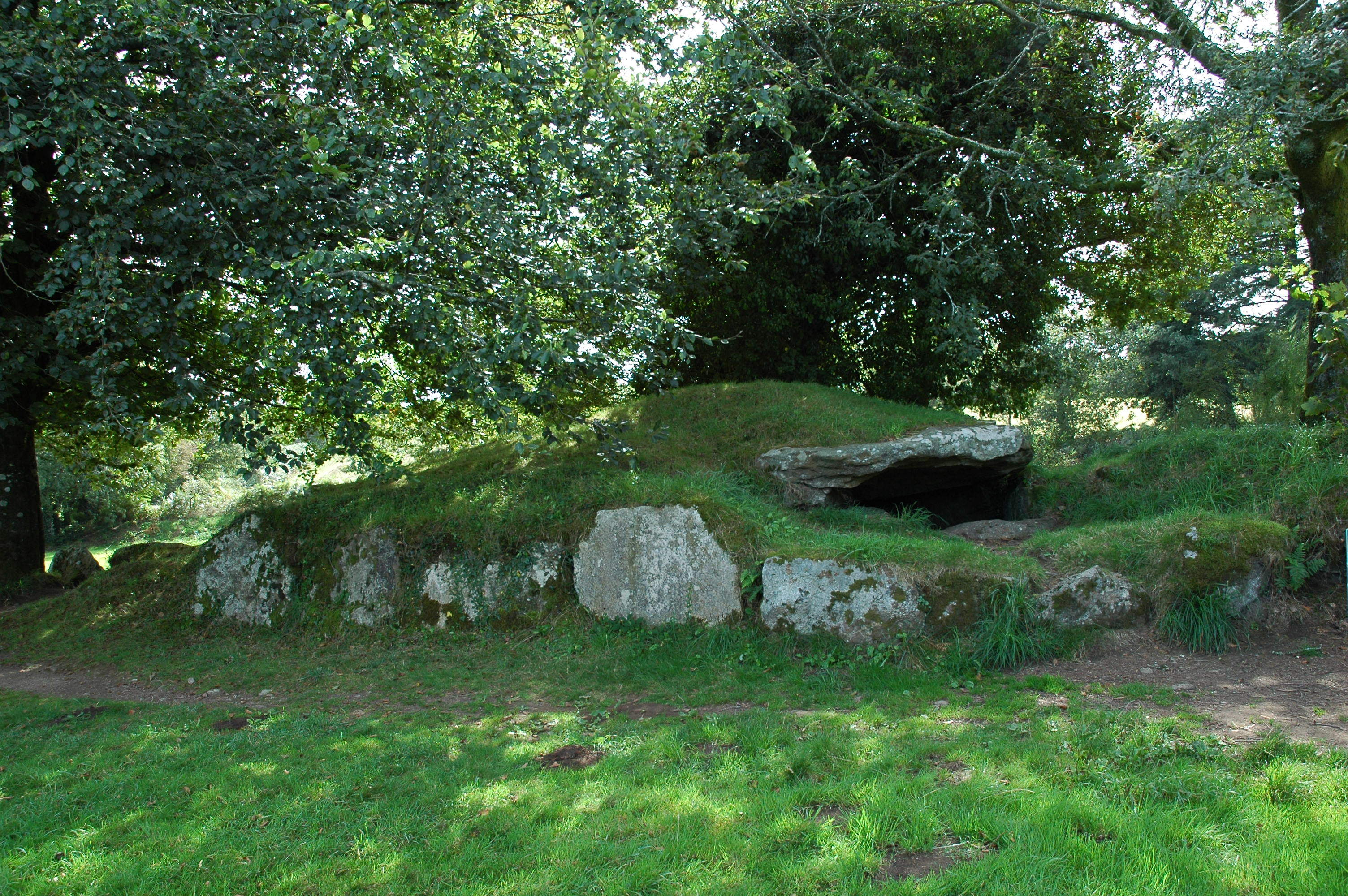
Ti ar Boutiged

Dolmen ist in Frankreich der Oberbegriff für Megalithanlagen aller Art, nicht nur für den auf Säulen ruhenden Steintisch (siehe: Französische Nomenklatur). Neben der einfachen Form wurden seit den Anfängen (etwa 4500 v. Chr.) auch komplexere Bauten errichtet. 
Ti Ar Boutiged ist von einem Langhügel umschlossen, der von Randsteinen gefasst war. Von ihnen sind nur noch die auf der Nordseite vorhanden. Die Kammer ist 13,4 m lang. Ein enger Zugang (80 cm) teilt sie in ein oben offenes Vestibül von etwa fünf Metern Länge und einen sich erweiternden, mit drei gewaltigen Granitplatten bedeckten Raum, in dem ein zentraler Pfeiler aufgestellt ist. Ähnliche Bauformen finden sich erst wieder in der Nähe von Málaga in Spanien (Dolmen de Menga). 
Andere Dolmen in V-Form wie Keristin-ar-Hoat-Milieu in Concarneau, Crugou in Saint-Lyphard oder Rhun in Treffiagat enthielten Keramik aus dem jüngeren Neolithikum. 
Der Dolmen Ti Ar Boutiged liegt im Bergland der Monts d’Arrée, die seit ältesten Zeiten bewohnt waren. Zahlreiche bearbeitete Feuersteine und weitere Dolmen zeugen von dieser Epoche. Die Menschen der Bronzezeit, die hier ebenfalls Tumuli errichteten, fanden bei Huelgoat Lagerstätten von Metallerzen. 
Hier liegt auch das Alignement von Leïtan. Die Osismier bauten in der Nähe das 32 Hektar große Oppidum Camp d’Artus.